# Kasama
Kasama est une ville de Zambie, capitale de la province septentrionale, la plus grande province du pays. Sa population s'élève à 168 102 habitants en 2010.

## Historique
Le 9 novembre 1918, le général allemand Paul von Lettow-Vorbeck prend la ville de Kasama en Rhodésie du Nord lors de la Campagne d'Afrique de l'Est, évacuée par les Britanniques. Le 13 novembre 1918, les forces britanniques attaquent depuis l'usine de caoutchouc, proche de la rivière Chambeshi. 
Vingt minutes après le début des combats, les Britanniques reçoivent un télégramme annonçant la signature de l'armistice du 11 novembre 1918. Ils brandissent les drapeaux blancs pour informer les forces allemandes. Le 14 novembre 1918, les Allemands se retirent sans conditions vers Abercorn,. Le monument de Chambeshi a été érigé pour commémorer la bataille,.

## Géographie
Les chutes de Chisimba se trouvent à proximité de la ville.

## Religion
Kasama est le siège d'un archevêché catholique.